# 蕨市立第二中学校
蕨市立第二中学校（わらびしりつだいにちゅうがっこう）とは埼玉県蕨市にある蕨市立の中学校。

## 概要
部活動は約10で、吹奏楽が強豪として知られている。その歴史は浅く深く、初代顧問は現、戸田市教育委員長の戸ヶ崎勤である。